# Monroe Owsley
Monroe Owsley, nato Monroe Righter Owsley (Atlanta, 11 agosto 1900 – Belmont, 7 giugno 1937), è stato un attore statunitense.
Cresciuto dalla madre, l'attrice Gertrude Owsley, Monroe Owsley cominciò a recitare in teatro e, negli anni venti, il suo nome appare in un paio di produzioni di Broadway. Il suo debutto sullo schermo risale al 1928, nel ruolo di un pretendente in The First Kiss, interpretato da Fay Wray. Fu la prima di una serie di attrici famose con le quali avrebbe lavorato: Gloria Swanson, Bette Davis, Katharine Hepburn, Clara Bow, Barbara Stanwyck, Joan Crawford, Mae West e Kay Francis.
L'attore morì poco prima di compiere 37 anni per un infarto provocato da un incidente automobilistico, il 7 giugno 1937.

## Filmografia
- The First Kiss, regia di Rowland V. Lee (1928)
- Carry on, Sergeant!, regia di Bruce Bairnsfather (1928)
- Holiday, regia di Edward H. Griffith (1930)
- Free Love, regia di Hobart Henley (1930)
- Kid the Kidder, regia di Ray McCarey (1930)
- Dieci soldi a danza (Ten Cents a Dance), regia di Lionel Barrymore (1931)
- Honor Among Lovers, regia di Dorothy Arzner (1931)
- Indiscreet, regia di Leo McCarey (1931)
- This Modern Age, regia di Nicholas Grindé (Nick Grinde) (1931)
- Unashamed, regia di Harry Beaumont (1932)
- Hat Check Girl, regia di Sidney Lanfield (1932)
- Sangue ribelle (Call Her Savage), regia di John Francis Dillon (1932)
- Signore sole (The Keyhole), regia di Michael Curtiz (1933)
- The Woman Who Dared, regia di Millard Webb (1933)
- Ex-Lady, regia di Robert Florey (1933)
- Brief Moment, regia di David Burton (1933)
- Twin Husbands, regia di Frank R. Strayer (1933)
- E adesso pover'uomo? (Little Man, What Now?), regia di Frank Borzage (1934)
- Oro maledetto (Wild Gold), regia di George Marshall (1934)
- Shock, regia di Roy Pomeroy (1934)
- Porte chiuse (She Was a Lady), regia di Hamilton MacFadden (1934)
- La moglie indiana (Behold My Wife), regia di Mitchell Leisen (1934)
- Rumba, regia di Marion Gering (1935)
- Goin' to Town, regia di Alexander Hall (1935)
- Una notte d'oblio (Remember Last Night?), regia di James Whale (1935)
- Difendo il mio amore (Private Number), regia di Roy Del Ruth (1936)
- Yellowstone, regia di Arthur Lubin (1936)
- Mister Cinderella, regia di Edward Sedgwick (1936)
- Hideaway Girl, regia di George Archainbaud (1936)
- The Hit Parade, regia di Gus Meins (1937)